# (225232) Kircheva
(225232) Kircheva est un astéroïde de la ceinture principale.

## Description
(225232) Kircheva est un astéroïde de la ceinture principale. Il fut découvert le 21 juillet 2009 à Zvezdno Obshtestvo par Filip Fratev. Il présente une orbite caractérisée par un demi-grand axe de 2,56 UA, une excentricité de 0,25 et une inclinaison de 5,0° par rapport à l'écliptique.

## Compléments